# Ann-Charlotte Marteus
Ann-Charlotte Theresia Marteus, född 12 september 1962, är en svensk journalist, sedan 1998 ledarskribent och krönikör på Expressen.
Ann-Charlotte Marteus har en fil. kand. i statsvetenskap och är en feministisk debattör. Hon började på Expressens kulturredaktion sommaren 1998, bland annat som tv-krönikör, bokrecensent och ledarskribent.

## Debattör om vårdkvalitet
Ann-Charlotte Marteus var undersköterska inom äldrevården sedan 1984 vid sidan av sina studier. Hon arbetade mellan nyåret 1997/1998 och april 1998 som undersköterska på sjukhemmet Vindragarens gruppboende för dementa på Reimersholme i Stockholm. Marteus utgick från den erfarenheten i en kritisk artikel på DN Debatt söndagen den 19 april 1998 där hon bland annat slog fast att definitionen på vad som räknas som "god vård" har skärpts, vilket ledde till en stor debatt om äldrevården och många intervjuer med henne i radio, tv och tidningar, där speciellt hennes konstaterande att hon inte ansåg att liggsår, blöta blöjor och uttorkning är några tecken på vanvård uppfattades som kontroversiellt.

## Debattör om åsiktskorridoren
Den 12 februari 2015 skrev Ann-Charlotte Marteus en ledare på Expressen där hon sade sig ha "varit med och [byggt] den åsiktskorridor som har förhindrat en konstruktiv debatt om migration och integration. Marteus skrev ett år senare en uppföljande text "Från censor till avfälling" vilken publicerades i Kvartal 2016.